# Magister Equitum
Magister Equitum var en titel i det romerska riket som formellt innebar chefskap över kavalleriet och som också oftast var magister publicus (diktatorns) högra hand. Den mest kända magister equitum är troligen Marcus Antonius som hjälpte Julius Caesar.
Under svensk medeltid hade stallaren också kallad Riksstallmästaren en liknande roll.